# Bagni Rudas
I Bagni Rudas (in ungherese Rudas Fürdő) sono delle terme che si trovano a Buda, la cui costruzione originale risale al 1550, durante la dominazione ottomana dell'Ungheria.
Fino ad oggi hanno mantenuto molti degli elementi chiave di un bagno turco, ad esempio la cupola e la piscina ottagonale. Nel 1988 vi sono state girate delle scene del film Danko, interpretato da Arnold Schwarzenegger e James Belushi.
Hanno riaperto all'inizio del 2006, dopo un rinnovamento completo degli interni e comprendono un bagno turco, una sauna, una piscina per nuotare, una da immersione e cinque termali a 28°C, 30°C, 33°C, 36°C e 42°C.